# Reichsmünzordnung
Als Reichsmünzordnungen werden Beschlüsse des  Heiligen Römischen Reiches bezeichnet, die im 16. Jahrhundert darauf zielten, das Münzwesen des Reichs einheitlich gesetzlich zu regeln.

## Geschichte
Am Beginn der Neuzeit wurde das Münzrecht von unübersehbar vielen Prägeberechtigten ausgeübt. Waren es zunächst die Kurfürsten; folgten später weitere geistliche und weltliche Fürstentümer, Herzogtümer, Grafschaften, Herrschaften und natürlich die reichen Städte, was eine unheilvolle Zersplitterung im Münz- und Geldwesen nach sich zog. Immer wieder wurde von Seiten der an der Wirtschaft interessierten Stände der Wunsch vorgebracht, diesen Umstand zu verbessern, der ihre Geschäfte behinderte. Viele Reichstage beschäftigten sich damit. Sogar eigene Münztage wurden einberufen.
Nicht nur die Zersplitterung des ursprünglich einheitlichen karolingischen, auf dem Silberpfennig beruhenden Währungssystems und die Herausbildung vieler voneinander unterschiedlicher, regionaler Systeme war ein Problem, das den Handel und die Wirtschaft behinderte; auch das Münzmetall Silber selbst war die Quelle vieler Auseinandersetzungen.
Willkürlichkeiten der einzelnen Münzberechtigten im Reich, welche große Verluste für das Publikum herbeiführten, veranlassten zuerst Kaiser Karl V., einen Versuch zur Bereinigung der eingerissenen Münzunordnung zu machen. Die Reichsmünzordnung von Esslingen, welche 1524 die kölnische Mark für das allgemeine deutsche Münzgewicht erklärte, aber nach Protesten mehrerer größerer Reichsstände so gut wie gar nicht zur Ausführung kam, verdankt ihm ihre Entstehung.
Im April 1551 hatten sich „Münzverständige“ – so der damalige Ausdruck – aus den Reichskreisen auf einem „Valuationstag“ in Nürnberg versammelt, um das umlaufende Geld metallurgisch zu prüfen und für die verschiedenen Sorten Kurse in der geplanten neuen Währung vorzuschlagen. Ihr am 27. Mai vorgelegter Bericht führte 90 Typen von Goldmünzen auf, die 63 Obrigkeiten innerhalb des Reichs hatten prägen lassen, 97 Typen von Goldmünzen von 50 ausländischen Obrigkeiten, 97 Typen von Silbermünzen aus den Münzstätten von 70 deutschen Obrigkeiten und 37 Typen von Silbermünzen,
Mit Verabschiedung der ersten Augsburger Münzordnung, der Augsburger Reichsmünzordnung von 1551, wurde versucht, die Idee der Gleichwertigkeit von Goldgulden und Silbergulden beizubehalten. Beide Münzen waren 72 Kreuzer wert. Der inzwischen ebenfalls weit verbreitete Taler war für 68 Kreuzer wohlfeil. Der Reichsgoldgulden wurde aber nur wenige Jahre in kleinen Auflagen südlich der Mainlinie geprägt. In Nord- und Mitteldeutschland wurden unbeeindruckt weiterhin Groschen und Taler geprägt. Der Wert des Goldguldens stieg im Laufe der Zeit über 72 Kreuzer hinaus an.
Acht Jahre später legte Kaiser Ferdinand I. dem Reichstag in Augsburg mit der sogenannten „Keysers Ferdinandi newe Münzordnung zu Augspurg M.D.LIX“ ein Münzedikt vor. Im damaligen Finanzzentrum des Reiches wurde mit dieser dritten Reichsmünzordnung, der Augsburger Reichsmünzordnung von 1559, die nominale Parität von Gold- und Silbergulden abgeschafft. Am Goldgulden wurde auf Verlangen der Kurpfalz festgehalten, es war aber dafür der Gegenwert von 75 Kreuzern fixiert. Neue Goldmünze wurde der Dukat. Der Wert des Silberguldens wurde mit 60 Kreuzern bestimmt. Doch konnte sich auch der favorisierte Silbergulden gegen den Silbertaler nicht durchsetzen.
Schon 1566, zwei Jahre nach Ferdinands Tod, war eine Zusatzbestimmung nötig, als sich gezeigt hatte, dass die dritte Reichsmünzordnung nicht im ganzen Reich durchführbar war. 1566 akzeptierte der Reichstag diese Situation und machte den Silbertaler (Raugewicht 29,23 Gramm, 889/1000 Teile Silber) zur allgemeinen Währungsmünze im Reich. Sie behauptete sich bis etwa zum Beginn des 18. Jahrhunderts im Zahlungsumlauf.
Mit dieser konnten nun auch 1571 Sachsen und der sächsische Taler integriert werden. Die Einigkeit war nur von kurzer Dauer. Bereits 1573 wurde die Verbindlichkeit der Reichsmünzordnung für die habsburgischen Länder durch Kaiser Maximilian II. erneut aufgehoben. Dies führte ebenso wie die ungelöste Problematik der Teilungsmünzen, die Diskrepanz von Silberpreis und Nennwert der Münzen und in der Folge der Export respektive das Ausscheiden und Einschmelzen der guten Reichsmünzen zu Gewinnzwecken sowie das Ausprägen und Einbringen unterwertig ausgebrachter Münzen in den Geldverkehr zu immer weiteren Krisen.
Allerdings wurde in der Kipper- und Wipperinflation die Reichsmünzordnung durch die Prägung von Landmünzen übergangen. Landmünzen sind Gepräge, die nur im eigenen Land Gültigkeit haben, wie zum Beispiel die von 1620 bis 1623 geprägten sogenannten Kippertaler. (Siehe dazu auch Kippermünzstätten (Kursachsen).)
Siehe auch: Die Ausprägung Kursachsens nach dem Beitritt zur Reichsmünzordnung 1571